# Svartbäck

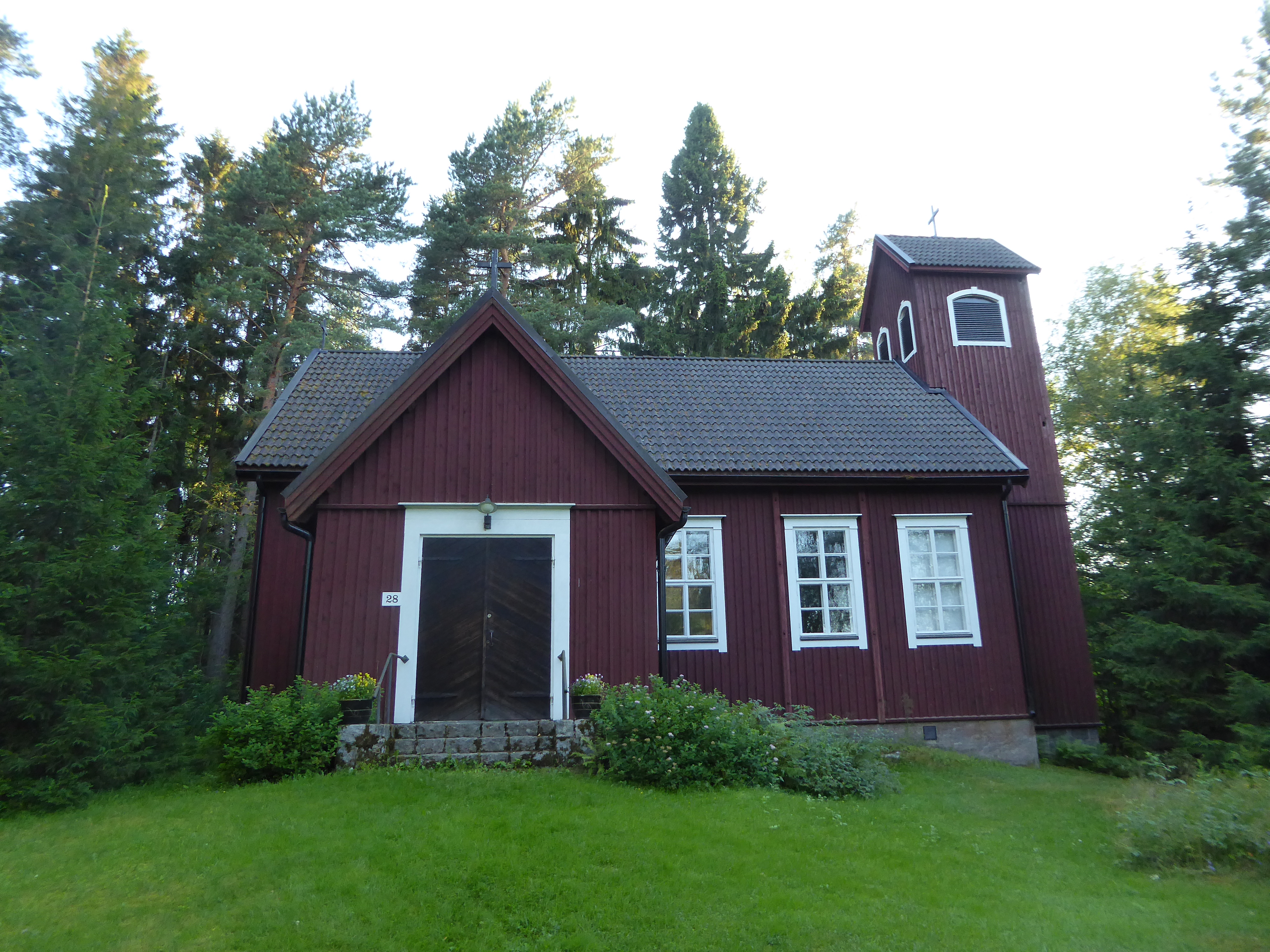
Kirche in Svartbäck

Svartbäck ist ein Dorf und Teil der zweisprachigen Stadt Porvoo (schwedisch Borgå) in Finnland.
Der Ort liegt an der Bucht Svartbäckfjärden nahe des Hafens Sköldvik. Er fand im Zusammenhang mit dem Estlink-2-Vorfall Beachtung in den nationalen Medien. Ein der Sabotage verdächtigtes und in der Finnischen Bucht aufgebrachtes Tankschiff wurde am 28. Dezember 2024 in die Gewässer direkt vor Svartbäck verlegt, um dort Ermittlungen durchführen zu können. Der Ort wurde daraufhin von Schaulustigen besucht.

## Name und Geschichte
Der schwedische Ortsname wurde 1382 als Swartbech („Schwarzbach“) zuerst urkundlich erwähnt. Entsprechende Ortsnamen kommen häufig vor und bezeichnen normalerweise Bäche mit dunklem Wasser.

## Svartbäck-Spjutsunds skärgårdskyrka
Die „Schärengartenkirche Svartbäck-Spjutsund“ (Svartbäck-Spjutsunds skärgårdskyrka) wurde vom Architekten Carl Frankenhaeuser gezeichnet und 1934 von Bischof Max von Bonsdorff geweiht.